# Putbus
|  | Putbus er også et alternativt navn for adelsslægten Podebusk |
Putbus er en by og kommune i det nordøstlige Tyskland med omkring 4364 (2018) indbyggere, beliggende under Landkreis Vorpommern-Rügen på øen Rügen. Landkreis Vorpommern-Rügen ligger i delstaten Mecklenburg-Vorpommern. Den er en betydelig turistby med mange faciliteter ved kysten. Det tidligere slot blev ødelagt af det østtyske styre efter 2. verdenskrig, men dets orangeri og stalde overlevede i den idylliske park.
Putbus, der er den yngste by på Rügen, blev grundlagt af fyrst Wilhelm Malte I., der i 1810 gjorde sin hjemby til sin residensby og udbyggede den som en plan-by i den klassicistiske stil. Det vidtgående bevarede byanlæg er en betydelig repræsentant for denne arkitekturepoke. Med grundlæggelsen af det første pommerske søbad i 1816 ved Lauterbach grundlæggelsen af badehusene ved Goor holdt badearkitekturen sit indtog på øen Rügen.
På grund af byens hvidmalede huse nævnes byen ofte som "den hvide by". Putbus bliver også nævnt som "Rosebyen", fordi Malte I. forlangte, at indflytterne forpligtede sig til at plante højstammede roser foran husene, som også accepteres i nutiden. Navnet Putbus stammer fra det slaviske sprog epod boz og betyder bag hyldebærbusken.
Putbus grænser mod vest til og kommunen Garz, mod nord til kommunen Gemeinde Sehlen og byen Bergen auf Rügen og mod øst til kommunerne Zirkow og Lancken-Granitz.
Terrænet omkring Putbus er let kuperet. Bugten Wreecher See danner et dybt indsnit i kystenlinjen. Den cirka med 500 indbyggere store bydel Lauterbach har en fiskeri- og yachthavn. I nærheden af skovområdet Goor indrettede fyrst Malte Rügens første havbad, badehuset er bevaret. Til Putbus hører også den 2,5 kilometer fra Rügen beliggende ø Vilm i Greifswalder Bodden.

## Bydele
Byens bydele er:
| - Altkamp - Alt Lanschvitz - Beuchow - Darsband - Dolgemost - Dumgenevitz | - Freetz - Gremmin - Groß Stresow - Güstelitz - Kasnevitz - Klein Stresow | - Ketelshagen - Krakvitz - Kransevitz - Krimvitz - Lauterbach - Lonvitz | - Muglitz - Nadelitz - Neuendorf - Neukamp - Neu Lanschvitz - Pastitz | - Posewald - Strachtitz - Vilmnitz - Wobbanz - Wreechen - Øen Vilm |

## Historie
Området ved Putbus var fra 1325/26 en del Fyrstendømmet Rügen. Første gang Putbus blev nævnt, var stedet for stamsædet for den slaviske adelsfamilie Podebusk. 1354 uddøde Rügenfyrsterne og Putbus blev en del af Hertugdømmet Pommern. Med den Westfalske fred fra 1648 kom Rügen under Svensk Forpommern. 1815 kom Putbus og Neuvorpommern til Provinsen Pommern.
Stamsædet for "der Herren von Putbus" var "das Steinhaus". Det blev første gang nævnt i 1371. 1416 ændrede det sig til „Haus“ zu „Schloss“, som blev udvidet i det 15. århundrede og i det 17. århundrede blev det ombygget til det trefløjede slot "Schloss Putbus".
Fra 1808 til 1823 byggede Fürst Malte zu Putbus sit residens og badested i Lauterbach. Fra 1817 oprettede Malte havbadet Goor. Fra 1819 til 1821 blev residensteatret bygget. Den mellem 1821 og 1824 byggede Marstall tjente Malte som hestestald. Fra 1824 til 1853 byggede han orangeriet.
Fra 1827 til 1832 blev slottet ombygget i den klassicistiske stil. Mellem 1844 og 1846 fulgte bygningen af Putbus Slotskirke (først som kurhus). Anlæggelsen af slotsparken begyndte allerede i 1804, abehuset blev færdigbygget 1830 og fasanhuset fem år senere.
Det første borgelige hus, et lille bryggeri, blev bygget i 1810. Husene omkring rondelpladsen "Circus" er 16 klassicistiske bygninger, som blev bygget mellem 1815 og 1860.
Fra 1827 til 1832 blev slottet ombygget i den klassicistiske stil. Mellem 1844 og 1846 fulgte bygningen af Putbus Slotskirke (først som kurhus). Anlæggelsen af slotsparken begyndte allerede i 1804, abehuset blev færdigbygget 1830 og fasanhuset 5 år senere.
1836 blev det tidligerg "königliche Pädagogium" ved "Putbuser Circus" åbent som gymnasium og kostskole. 1941 blev skolen en nationalpolitisk opdragelsesanstalt. Fra 1946 til 1975 var det seminarium. Fra 1975 til 2000 fungerede bygningen som en specialskole for hørehæmmede. Fra 2002 til 2014 befandt der sig en højere erhvervsfagskole for datalogi i bygningen, IT-College Putbus.
1889 blev Putbus tilsluttet banestrækningen Bergen auf Rügen–Lauterbach, 1895 opstod det første delstykke af smalsporbanen Rügensche Kleinbahn også kaldtRasender Roland til Binz.
1823 gav fyrsten Fürst Putbus handelsrettighederne städtische Gerechtigkeit für Handel und Gewerbe, den fulde stadsret fik Putbus først den 2. juli 1960.
Efter den 2. verdenskrig og i forbindelse med grundlæggelsen af DDR opstod der i 1952 distrikter og Putbus blev indtil 1955 sæde for "Kreisverwaltung Putbus", derefter kom det som Kreis Putbus til Bezirk Rostock. Det var i nogle årtier øens kulturelle centrum. 1962 blev Putbus Slot sprængt og indtil 1964 fjernet fra jordoverfladen, så man i nutiden kun se omridset af bygningerne i græsplænen og slottets havterrasse.
Putbus har et teater, en park i den engelske stil, en dyrepark og et orangeri.
Efter Die Wende og dermed dannelsen af de nye delstater kom Putbus til Mecklenburg-Vorpommern og fra 2011 til Landkreis Vorpommern-Rügen.
Fra 1991 blev den historiske bymidte med markedspladsen, rådhuset, orangeriet og teatret restaureret. Også de hvide facader blev bevaret.
Siden 1997 er Putbus en Staatlich anerkannter Kurort (en statsanerkendt kurby).